# Gustavo Canales
Gustavo Javier Canales Bustos (* 30. März 1982 in General Roca) ist ein ehemaliger chilenischer Fußballspieler argentinischer Herkunft. Sein größter Erfolg war der Gewinn der Copa Sudamericana 2011 mit Universidad de Chile.

## Karriere
Der Stürmer begann seine Karriere in Argentinien bei Deportivo Roca und Club Cipolletti. 2005 spielte er beim Club Atlético Aldosivi in der Nacional B und 2006 bei Guillermo Brown. Im nächsten Jahr wechselte er nach Chile zum Primera-División-Klub Deportes La Serena. Nach einer Zwischenstation beim kolumbianischen Erstligisten Once Caldas kehrte er zu La Serena zurück und stand ab 2009 bei Unión Española unter Vertrag. Im ersten Halbjahr 2010 war er an den argentinischen Verein River Plate verliehen. Danach spielte er wieder bei Española und ab 2011 beim CF Universidad de Chile, mit dem er die Chilenischen Meisterschaften des Jahres (Apertura und Clausura) und die Copa Sudamericana 2011 gewann.
Nach diesem erfolgreichen Jahr wechselte er zu Dalian Aerbin in China und nach einem halben Jahr zu Arsenal de Sarandí in Argentinien. Dort wurde er im Dezember bei einer Dopingkontrolle positiv getestet und für drei Monate gesperrt. Ab 2013 war Canales wieder bei Unión Española, mit denen er die Chilenische Meisterschaft Clausura 2013 gewann. Beim Copa Libertadores 2014 erreichte Española das Achtelfinale und Canales war mit vier Toren drittbester Torschütze des Turniers. Im Sommer 2014 ging er erneut zu Universidad de Chile. Im Januar 2018 beendete der Stürmer seine Karriere im Trikot des Unión Española.
Canales absolvierte ein Länderspiel für die chilenische Nationalmannschaft. Am 11. November 2018 wurde er in der 72. Spielminute für Eduardo Vargas im Qualifikationsspiel für die Weltmeisterschaft 2018 gegen Uruguay beim Stand von 0:3 eingewechselt.

## Erfolge
Club Cipolletti
- Torneo Argentino B: 2006/07

Universidad de Chile
- Chilenischer Meister: 2011-A, 2011-C, 2014/15-A
- Chilenischer Pokalsieger: 2015
- Sieger der Supercopa de Chile: 2015
- Sieger der Copa Sudamericana: 2011

Arsenal de Sarandí
- Sieger der Supercopa Argentina: 2012

Unión Española
- Chilenischer Meister: 2013-T
- Sieger der Supercopa de Chile: 2013